# 응봉 (후한)
응봉(應奉, ? ~ ?)은 후한 후기의 관료로, 자는 세숙(世叔)이며, 여남군 남돈현(南頓縣) 사람이다. 벼슬이 사례교위에 이르렀다.